# (6725) Engyoji
(6725) Engyoji ist ein Asteroid des äußeren Hauptgürtels, der von den japanischen Astronomen Shigeru Inoda und Takeshi Urata am 21. Februar 1991 an der Sternwarte Karasuyama (IAU-Code 889) in Nasukarasuyama in der Präfektur Tochigi entdeckt wurde.
Der Himmelskörper wurde am 15. April 2014 nach dem Tempel Engyo-ji der Tendai-Richtung des Buddhismus am Südhang des Berges Shosha im Norden der Stadt Himeji in der Präfektur Hyōgo benannt, der die 27. Station des Saigoku-Pilgerwegs ist.
Der Asteroid gehört zur Themis-Familie, einer Gruppe von Asteroiden, die nach (24) Themis benannt wurde.